# Dialecto de las Azores
El dialecto de las Azores es un dialecto del portugués europeo que se habla en el archipiélago de las Azores, que tiene un población de unas 250.000 personas.  

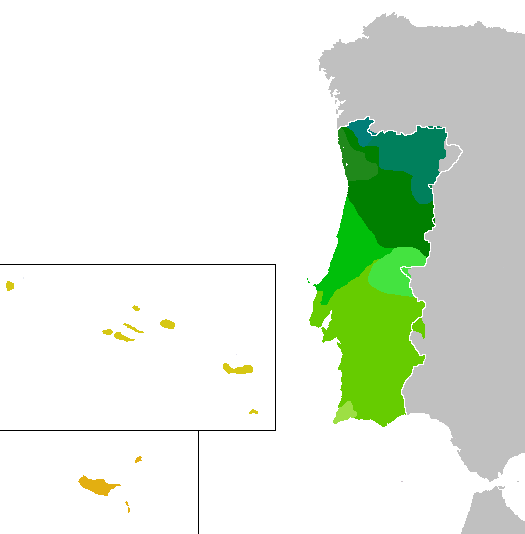
Mapa de los dialectos portugueses

Las lingüísticas creen que los dialectos portugueses de Brasil, África, y Asia más derivaban de los dialectos de las Azores y Madeira.
En la isla de San Miguel no se pronuncia el "r" final de las palabras.

## Grabaciones de sonido
- Escuche Archivado el 12 de marzo de 2017 en Wayback Machine. la grabación sonora recogida en Ponta Garça, isla de São Miguel .
- Escuche la grabación sonora recogida en Fontinhas, Terceira .
- Escuche la grabación de sonido recopilada en Fajãzinha, Flores.